# Chrozophora rottleri
Chrozophora rottleri är en törelväxtart som först beskrevs av Eduard Ferdinand Geiseler, och fick sitt nu gällande namn av Adrien Henri Laurent de Jussieu och Spreng.. Chrozophora rottleri ingår i släktet Chrozophora och familjen törelväxter. Inga underarter finns listade i Catalogue of Life.